# Skyland
Skyland è un cartone animato, realizzato con l'ausilio della Motion capture, prodotto nel 2005 da Method Films, 9 Story Entertainment e LuxAnimation, in collaborazione con France 2, Teletoon, Nicktoons, ABC e CITV. La serie, composta da 26 episodi, parla della lotta per la sopravvivenza del genere umano su una Terra inaridita e divisa in frammenti fluttuanti.

## Personaggi principali
- Mahad (età 17) è un ragazzo pieno di vita e avventuroso ed è anche un abile pilota di aeronavi.
- Lena (età 12) Intelligente e ragionevole sorella di Mahad, è una Seijin dai poteri incredibili.
- Dahlia (età 20) Una ragazza tostissima dallo spirito ribelle, che ama la libertà e che si è unita alla Resistenza. Combatte usando un arco a frecce energetiche ed è esperta nelle arti marziali.
- Aran Cortes (età 37) Severo ma giusto è il capo della Resistenza e il protettore di Puerto Angelo.
- Cheng (età 12) Malgrado il suo grande intelletto è ancora un bambino. È un ottimo hacker e per lui le missioni sono come un videogioco. I suoi genitori sono morti ed è stato adottato da Cortes che lo considera come un figlio.
- Maestro (età 65) Un uomo molto astuto e intelligente, che raramente lascia la sua casa a puerto Angelo, dove medita e riflette tutto il giorno. È stato l'unico in grado di fare una mappatura di Skyland.
- Oslo (età 35) Il capo dei Guardiani e comandante della Sfera. È un Seijin molto potente che mantenendosi esposto notte e giorno alla luce solare, riesce a controllare i suoi poteri anche nell'oscurità. è interessato a Lena e ai suoi grandi poteri e fa di tutto per averla al suo cospetto.
- Seijin - Sono persone che possiedono abilità speciali alimentate dalla luce solare. Possiedono capacità di telepatia, telecinesi e sono in grado di creare sfere di energia. I Seijin che servono la Sfera sono chiamati Guardiani che vengono strappati in tenera età dalle loro famiglie (i genitori che si oppongono vengono eliminati) per essere addestrati in un'accademia. Completato il loro addestramento la Sfera li usa per mantenere il suo potere su Skyland. Oslo vorrebbe internare la stessa Lena nell'accademia.

## Trama
Anno 2251. La Terra non è più il pianeta che conosciamo oggi. È stata frantumata in milioni di blocchi, conosciuti come Skyland, che orbitano intorno al nucleo. Nel blocco di Babylonia, abitano Mahad e Lena assieme alla loro madre, Mila, una potente Seijin un tempo al servizio della Sfera ma, una volta capito la ferocia dell'organizzazione disertò e si rifugiò in quel placido angolo di Skyland.
Ma la Sfera non perdona i traditori. I Guardiani dopo molte retate e ispezioni riescono ad individuarla e a catturarla. Accortasi del pericolo imminente, Mila riesce a salvare i suoi figli mandandoli, con una navetta rubata alla Sfera, nel luogo in cui si nasconde il Maestro.
Salvati da un gruppo di pirati guidati da Cortes, i due ragazzi entrano a far parte della resistenza che già da tempo cerca di liberare Skyland dalla tirannia della Sfera e intraprendono un lungo viaggio fino ai confini del mondo. Ma Oslo ha programmi diversi: bloccare Lena, compiere la Profezia e unificare Skyland.

### La Sfera
Questa organizzazione è stata fondata dai più potenti capi di Skyland. Hanno creato una forte dittatura per assumere la direzione di tutto il genere umano, sotto il caritatevole scopo di riportare pace e ordine nei blocchi.
La sua egemonia è rafforzata dal controllo capillare che esercita sulla risorsa più preziosa di Skyland: l'acqua.
L'opposizione non è tollerata e perfino un insulto può farvi guadagnare la pena capitale. Un minimo sospetto può riservare il carcere.
La Sfera non controlla l'intera Skyland: le sue frange più esterne sono ancora libere ed è qui che i Pirati lottano in nome della Libertà.

### Geografia di Skyland
- Babylonia: Un gruppo di piccoli blocchi al centro delle zone controllate dalla Sfera. Ci sono molte fattorie ma l'acqua scarseggia. Era in uno di questi blocchi che era situata la casa di Mahad e Lena.
- Prigione di Kharzem: La più sicura prigione di Skyland, dove sono internati i peggiori criminali. Solo qualche membro della Sfera conosce la sua ubicazione. è qui che è stata rinchiusa Mila.
- New York: Su questo blocco era situata la base della prima resistenza. è qui che Mahad e Lela trovano l'Hyperion
- Ningxia: blocco ricco di miniere di pietra che ne concede lo sfruttamento alla Sfera in cambio della pace. è qui che si trova il Seijin amico del Maestro, Hailong Zalo.
- Puerto Angelo: blocco situato nelle frange più esterne di Skyland. è un borgo pacifico ma che ospita la base dei pirati di Cortes. La Sfera conosce l'ubicazione del blocco ma lo ritiene di poca utilità in quanto privo di acqua. Non immagina minimamente che sia il covo dei suoi nemici.